# دنی رودریگز (بازیکن فوتبال، زاده ۲۰۰۵)
دنی رودریگز (انگلیسی: Dani Rodríguez؛ زادهٔ ۹ اوت ۲۰۰۵) بازیکن فوتبال اهل اسپانیا است که در حال حاضر برای باشگاه فوتبال بارسلونا اتلتیک در پست هافبک بازی می‌کند. 
از باشگاه‌هایی که در آن بازی کرده است می‌توان به باشگاه فوتبال رئال سوسیداد، باشگاه فوتبال بارسلونا و باشگاه فوتبال بارسلونا اتلتیک اشاره کرد.
وی همچنین در تیم‌های ملی فوتبال زیر ۱۷ سال اسپانیا، زیر ۱۸ سال اسپانیا و زیر ۱۹ سال اسپانیا بازی کرده است.